# Dalefield
Dalefield est une communauté rurale du district de Carterton dans la région de Wellington de l’Île du Nord de la Nouvelle-Zélande.

## Chemin de fer
Ce fut la localisation de la gare de Dalefield (en) sur le trajet de la ligne de Wairarapa (en) entre 1880 et 1981. La société KiwiRail a identifié le passage à niveau franchissant la ligne de Watersons au niveau de Dalefield comme une des plus dangereuses des zones de franchissement de la voie de chemin de fer au niveau de la région de Wairarapa.

## Énergie
En mai 2018, des plans ont été faits pour développer une installation solaire sur l’ancien site d’enfouissement de Dalefield.

## Installation
Dalefield a aussi une ferme de culture de la lavande.

## Climat
Une partie de cette zone fut affectée par des conditions climatiques sévères durant les mois de novembre et décembre 2018, qui causèrent des inondations étendues mais évitèrent la sécheresse,.

## Éducation
L’école de Dalefield School est une école publique, mixte, assurant tout le primaire, allant de l’année 1 à 8 , avec un effectif de 51 élèves en 2020. L’école a mis en service une station de radio à basse énergie en 2019.